# Adervielle-Pouchergues
 Adervielle-Pouchergues  es una población y comuna francesa; en la región de Mediodía-Pirineos, departamento de Altos Pirineos, en el distrito de Bagnères-de-Bigorre y cantón de Bordères-Louron.

## Demografía
| 102 | 88 | 93 | 71 | 87 | 80 | 96 |
| Para los censos de 1962 a 1999 la población legal corresponde a la población sin duplicidades (Fuente: INSEE [Consultar]) |    |    |    |    |    |    |